# Cemento biodinamico
Il cemento biodinamico è un materiale la cui tecnologia si fonda sull’impiego di biossido di titanio (TiO₂). Quando esposto alla luce solare, questo componente attiva una reazione chimica che scompone alcuni degli inquinanti presenti nell’atmosfera – in particolare gli ossidi di azoto (NOx), prodotti dai gas di scarico – trasformandoli in sostanze inerti e non nocive, come i nitrati. Si tratta, in sostanza, di un materiale che "respira" e contribuisce alla salubrità degli ambienti urbani.
La sua miscela è composta per l’80% da aggregati riciclati, soprattutto polveri ottenute dalla lavorazione dei marmi di Carrara, caratteristica che conferisce al materiale una maggiore brillantezza e resistenza agli agenti atmosferici rispetto alle altre malte.
Un ulteriore beneficio del cemento biodinamico è la sua capacità autopulente. Le superfici trattate con questo materiale riescono a mantenere più a lungo un aspetto pulito, poiché la fotocatalisi abbatte anche molte delle particelle organiche che si depositano nel tempo, riducendo la necessità di manutenzione.
L’elevata fluidità della miscela consente di realizzare forme complesse e anche molto sottili. La fluidità contribuisce ad un aumento della durabilità del prodotto, determina una minor presenza di porosità, e quindi un minor assorbimento di acqua , garantendo ottime prestazioni di fronte a fenomeni naturali quali gelate e forti precipitazioni.
Possiede una resistenza meccanica a compressione e flessione doppia rispetto ad ogni altro prodotto simile.

## Opere rappresentative
Un cemento con caratteristiche molto simili a quello biodinamico era stato usato da Richard Meier, architetto americano noto per il suo linguaggio architettonico fatto di linee pure e superfici bianche, che ha utilizzato il cemento fotocatalitico in diversi suoi progetti, apprezzandone le proprietà estetiche e ambientali. Un esempio è la Chiesa "Dives in Misericordia" a Tor Tre Teste, a Roma, completata nel 2003. In questo edificio, il cemento utilizzato – contenente biossido di titanio – non solo garantisce un bianco brillante e duraturo, in linea con l’architettura minimalista di Meier, ma consente anche una funzione attiva di riduzione degli agenti inquinanti. Le sue tre grandi vele curve, che simboleggiano la Trinità, rappresentano uno dei primi casi di impiego su larga scala di un cemento "intelligente" e sostenibile.
Opera più importante che utilizza il cemento biodinamico è Palazzo Italia, progettato dallo studio Nemesi & Partners per l’Expo di Milano 2015. L’edificio, pensato come simbolo italiano nell’innovazione sostenibile, è rivestito con una complessa struttura reticolare realizzata in pannelli prefabbricati di cemento biodinamico. La facciata non solo richiama un intreccio naturale di rami e foglie, ma è anche in grado di purificare l’aria circostante: si stima che l’intera superficie dell’edificio possa abbattere una quantità significativa di inquinanti ogni giorno, restituendo aria più pulita all’ambiente urbano.

## Usi e costi
Sebbene il cemento biodinamico abbia costi di produzione più elevati rispetto a quelli tradizionali, è infatti una soluzione che risponde concretamente alle sfide ambientali contemporanee.